# 党理
党理（14世紀—15世紀），字邦仁，陝西慶陽府寧州真寧縣人，明朝政治人物。

## 生平
党理是洪武二十九年（1396年）丙子科陝西鄉試舉人，三十年（1397年）聯捷丁丑科進士。授宜陽縣丞，為政有經術，陞威縣知縣，永樂四年（1406年）陞太僕寺少卿，他個性溫厚而文章典雅，政通人和，人稱良吏。

## 引用
1. 1 2  乾隆《正寧縣志·卷十·獻徵志》：党理，字邦仁，洪武三十年進士，任宜陽縣丞，以經術光吏治，為理學名臣，永樂初累陞太僕寺少卿，溫厚沉潛，為文淺暢典雅，服官政通人和，律身清白，一時稱為良吏。
2. ↑  乾隆《正寧縣志·卷十二·獻徵志》：進士 明……党理 洪武丁丑科，仕至太僕寺少卿……舉人 明……党理 洪武丙子科
3. ↑  《明太宗文皇帝實錄·卷五十》：（永樂四年正月）己酉陞知縣党理為太僕寺少卿。